# الانلی، ایدین
الانلی، ایدین (ترکی استانبولی: Alanlı, Aydın) یک منطقهٔ مسکونی در ترکیه است که در استان آیدین واقع شده‌است.

## خصوصیات
الانلی ۵۹۷ نفر جمعیت دارد.